# Lithophyllum tortuosum
Lithophyllum  tortuosum (Esper) Foslie, 1900  é o nome botânico  de uma espécie de algas vermelhas pluricelulares do gênero Lithophyllum, família Corallinaceae.
- São algas marinhas encontradas na Europa, Japão, Marrocos, Mauritânia, ilhas dos Açores e Canárias.

## Sinonímia
- Lithophyllum tortuosum f. cristata  (Meneghini) Lemoine
- Melobesia cristata (Meneghini) Ardissone
- Lithophyllum cristatum Meneghini
- Millepora tortuosa Esper, 1797
- Tenarea undulosa Bory de Saint-Vincent, 1832
- Goniolithon tortuosum (Esper) Foslie, 1898
- Tenarea tortuosa (Esper) M. Lemoine, 1910
- Crodelia incrustans f. tortuosa (Esper) Heydrich, 1911